# Stratus

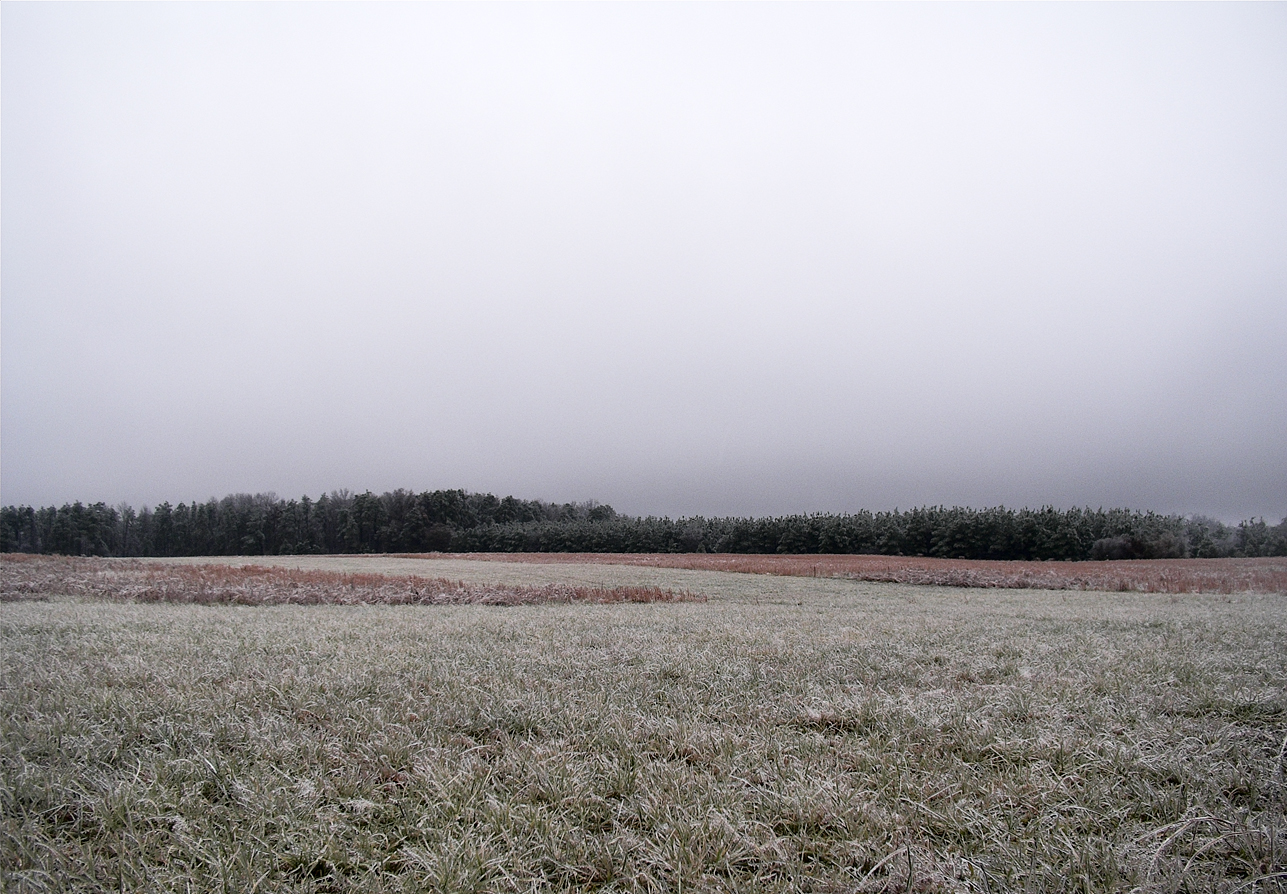
Stratus opacus uniformis

A stratus (St, sztratusz) alacsony szintű rétegfelhő. 
Általában szürkés színű, ködre emlékeztető felhő, mely viszonylag egyenletes, néha hullámos felhőalappal rendelkezik. Ha a Nap átsüt a felhőn, körvonalai felismerhetőek. Csapadéka  szitáló eső,  vagy szemcsés hó lehet, gyakran a felemelkedő köd hozza létre. 
Itthon ősszel és télen jellemző, hetekre képes konzerválni a medencében megülő hideg levegőt, míg a magasabb csúcsokon napos, enyhe az idő.  Alacsony szintű, alapja néha csak 50 m magasan van.

## Kialakulása
Leggyakrabban felsikló melegfront vagy az erőteljesebb kisugárzást követően a talajról felemelkedő köd (emelt köd) révén alakul ki. Felszínközeli változata tulajdonképpen a köd.
Sajátossága, hogy e felhő esetében a magasabb fényvisszaverő képesség jobban érvényesül, mint az üvegházhatás, ezért a felhőtlen égbolthoz képest jobban lehűti a légkört.

## Külső hivatkozások
- Felhők osztályozása, bemutatása (OMSZ)